# ダルジナ
ダルジナ (Darjina) は、フランス生まれの競走馬である。おもな勝鞍はプール・デッセ・デ・プーリッシュ、ムーラン・ド・ロンシャン賞など。発音の関係からダージナと表記されることも多い。

## 戦績

### 2歳・3歳時代
2006年の11月にサンクルー競馬場で行われた一般競走でデビューし、勝利する。2歳時代はこのレースに出走したのみで、次走は3歳になった2007年の4月に行われたプール・デッセ・デ・プーリッシュのプレップレースであるG3競走グロット賞に出走し、5か月ぶりの勝利をあげる。本番のプール・デッセ・デ・プーリッシュでは、この年のイギリスの1000ギニーを制し、連闘でこのレースに出走してきたフィンシャルベオに続く2番人気に支持される。レースではそのフィンシャルベオを差し切りアタマ差でG1初勝利をあげる。
続いてイギリスに遠征し、欧州3歳牝馬のマイル最強決定戦であるコロネーションステークスへ出走。しかしレースではインディアンインクの3着とデビュー以来初めての敗走となった。フランスに帰国後は、アスタルテ賞に出走。ここでは古馬牝馬と初顔合わせとなったが、難無く勝利する。続いてムーラン・ド・ロンシャン賞では、混合戦なので面子がより一層強化され、ラモンティやジョージワシントンといった強豪が顔をそろえた。しかし、それらの面子に2馬身差をつける快勝で牡馬相手でも引けを取らないことを証明する。しかし、その後は再びイギリスに遠征し、クイーンエリザベス2世ステークスに出走するも前走で下したラモンティの7着（最下位）と敗れ、さらに香港に遠征し、香港マイルに出走するも勝利を挙げることはできなかった。ここまでフランスでは一度も負けてないが、遠征するとなぜか精彩を欠くレースが続いている。

### 古馬時代
2008年のドバイデューティーフリーに一次登録を行い、3月29日に行われる同レースに出走した。レースでは、ロスの少ない内側から一度は抜けて先頭に立ち、そのまま押し切ると思われたが、逃げたジェイペグの二の脚にゴール前で捕まえられて2着と惜敗。しかし、同じ四歳牝馬のウオッカやフィンシャルベオらや、牡馬のリテラトやアドマイヤオーラには先着した。
帰国後はイスパーン賞に出走するも2着。続くクイーンアンステークス、ロートシルト賞、ムーラン・ド・ロンシャン賞、サンチャリオットステークスでも2着と2008年は勝ちきれないレースが続き、結局1勝も挙げることができずに引退した。

### 競走成績
| 出走日     | 競馬場           | 競走名                           | 格 | 距離    | 着順 | 騎手       | 着差      | 1着（2着）馬      |
| ---------- | ---------------- | -------------------------------- | -- | ------- | ---- | ---------- | --------- | ----------------- |
| 2006.11.03 | サンクルー       | コルドヴァ賞                     |    | 芝1600m | 1着  | M.ポワリエ | 1 1/2馬身 | (Air Bag)         |
| 2007.04.15 | ロンシャン       | グロット賞                       | G3 | 芝1600m | 1着  | C.スミヨン | 短首      | (Missvinski)      |
| 2007.05.13 | ロンシャン       | プール・デッセ・デ・プーリッシュ | G1 | 芝1600m | 1着  | C.スミヨン | アタマ    | (Finsceal Beo)    |
| 2007.06.22 | アスコット       | コロネーションS                  | G1 | 芝8f    | 3着  | C.スミヨン | 6馬身     | Indian Ink        |
| 2007.07.29 | ドーヴィル       | ロートシルト賞                   | G1 | 芝1600m | 1着  | T.テュリエ | 1/2馬身   | (Missvinski)      |
| 2007.09.09 | ロンシャン       | ムーラン・ド・ロンシャン賞       | G1 | 芝1600m | 1着  | C.スミヨン | 2馬身     | (Ramonti)         |
| 2007.09.29 | アスコット       | クイーンエリザベス2世S           | G1 | 芝8f    | 7着  | C.スミヨン | 5 1/2馬身 | Ramonti           |
| 2007.12.29 | 沙田             | 香港マイル                       | G1 | 芝1600m | 3着  | C.スミヨン | 0.2秒     | Good Ba Ba        |
| 2008.03.29 | ナドアルシバ     | ドバイDF                         | G1 | 芝1777m | 2着  | C.スミヨン | 1/2馬身   | Jay Peg           |
| 2008.05.18 | ロンシャン       | イスパーン賞                     | G1 | 芝1850m | 2着  | C.スミヨン | 2 1/2馬身 | Sageburg          |
| 2008.06.16 | アスコット       | クイーンアンS                    | G1 | 芝8f    | 2着  | C.スミヨン | アタマ    | Haradasun         |
| 2008.08.03 | ドーヴィル       | ロートシルト賞                   | G1 | 芝1600m | 2着  | C.スミヨン | 1/2馬身   | Goldikova         |
| 2008.09.07 | ロンシャン       | ムーラン・ド・ロンシャン賞       | G1 | 芝1600m | 2着  | G.モッセ   | 1/2馬身   | Goldikova         |
| 2008.10.04 | ニューマーケット | サンチャリオットS                | G1 | 芝8f    | 2着  | R.ヒューズ | 1/2馬身   | Halfway to Heaven |

## 血統表
| ダルジナの血統（ミスタープロスペクター系 / Northern Dancer4×4=12.5%） | ダルジナの血統（ミスタープロスペクター系 / Northern Dancer4×4=12.5%） | ダルジナの血統（ミスタープロスペクター系 / Northern Dancer4×4=12.5%） | （血統表の出典）  | （血統表の出典） |
| 父 Zamindar 1994 鹿毛                                                 | 父の父Gone West 1984 鹿毛                                             | Mr. Prospector                                                        | Raise a Native    | Raise a Native   |
| 父 Zamindar 1994 鹿毛                                                 | 父の父Gone West 1984 鹿毛                                             | Mr. Prospector                                                        | Gold Digger       |                  |
| 父 Zamindar 1994 鹿毛                                                 | 父の父Gone West 1984 鹿毛                                             | Secrettame                                                            | Secretariat       | Secretariat      |
| 父 Zamindar 1994 鹿毛                                                 | 父の父Gone West 1984 鹿毛                                             | Secrettame                                                            | Tamerett          |                  |
| 父 Zamindar 1994 鹿毛                                                 | 父の母Zaizafon 1982 栗毛                                              | The Minstrel                                                          | Northern Dancer   | Northern Dancer  |
| 父 Zamindar 1994 鹿毛                                                 | 父の母Zaizafon 1982 栗毛                                              | The Minstrel                                                          | Fleur             |                  |
| 父 Zamindar 1994 鹿毛                                                 | 父の母Zaizafon 1982 栗毛                                              | Mofida                                                                | Right Tack        | Right Tack       |
| 父 Zamindar 1994 鹿毛                                                 | 父の母Zaizafon 1982 栗毛                                              | Mofida                                                                | Wold Lass         |                  |
| 母 Darinska 1999 鹿毛                                                 | 母の父Zilzal 1986 栗毛                                                | Nureyev                                                               | Northern Dancer   | Northern Dancer  |
| 母 Darinska 1999 鹿毛                                                 | 母の父Zilzal 1986 栗毛                                                | Nureyev                                                               | Special           |                  |
| 母 Darinska 1999 鹿毛                                                 | 母の父Zilzal 1986 栗毛                                                | French Charmer                                                        | Le Fabuleux       | Le Fabuleux      |
| 母 Darinska 1999 鹿毛                                                 | 母の父Zilzal 1986 栗毛                                                | French Charmer                                                        | Bold Example      |                  |
| 母 Darinska 1999 鹿毛                                                 | 母の母Daralbayda 1986 黒鹿毛                                          | Doyoun                                                                | Mill Reef         | Mill Reef        |
| 母 Darinska 1999 鹿毛                                                 | 母の母Daralbayda 1986 黒鹿毛                                          | Doyoun                                                                | Dumka             |                  |
| 母 Darinska 1999 鹿毛                                                 | 母の母Daralbayda 1986 黒鹿毛                                          | Daralinsha                                                            | Empery            | Empery           |
| 母 Darinska 1999 鹿毛                                                 | 母の母Daralbayda 1986 黒鹿毛                                          | Daralinsha                                                            | Darazina F-No.1-e |                  |